# Senko Hanabi
 (septembre 2023).
La mise en forme du texte ne suit pas les recommandations de Wikipédia : il faut le « wikifier ».
Les points d'amélioration suivants sont les cas les plus fréquents. Le détail des points à revoir est peut-être précisé sur la page de discussion.
- Les titres sont pré-formatés par le logiciel. Ils ne sont ni en capitales, ni en gras.
- Le texte ne doit pas être écrit en capitales (les noms de famille non plus), ni en gras, ni en italique, ni en « petit »…
- Le gras n'est utilisé que pour surligner le titre de l'article dans l'introduction, une seule fois.
- L'italique est rarement utilisé : mots en langue étrangère, titres d'œuvres, noms de bateaux, etc.
- Les citations ne sont pas en italique mais en corps de texte normal. Elles sont entourées par des guillemets français : « et ».
- Les listes à puces sont à éviter, des paragraphes rédigés étant largement préférés. Les tableaux sont à réserver à la présentation de données structurées (résultats, etc.).
- Les appels de note de bas de page (petits chiffres en exposant, introduits par l'outil «  Source ») sont à placer entre la fin de phrase et le point final[comme ça].
- Les liens internes (vers d'autres articles de Wikipédia) sont à choisir avec parcimonie. Créez des liens vers des articles approfondissant le sujet. Les termes génériques sans rapport avec le sujet sont à éviter, ainsi que les répétitions de liens vers un même terme.
- Les liens externes sont à placer uniquement dans une section « Liens externes », à la fin de l'article. Ces liens sont à choisir avec parcimonie suivant les règles définies. Si un lien sert de source à l'article, son insertion dans le texte est à faire par les notes de bas de page.
- La présentation des références doit suivre les conventions bibliographiques. Il est recommandé d'utiliser les modèles {{Ouvrage}}, {{Chapitre}}, {{Article}}, {{Lien web}} et/ou {{Bibliographie}}. Le mode d'édition visuel peut mettre en forme automatiquement les références.
- Insérer une infobox (cadre d'informations à droite) n'est pas obligatoire pour parachever la mise en page.

Pour une aide détaillée, merci de consulter Aide:Wikification.
Si vous pensez que ces points ont été résolus, vous pouvez retirer ce bandeau et améliorer la mise en forme d'un autre article.

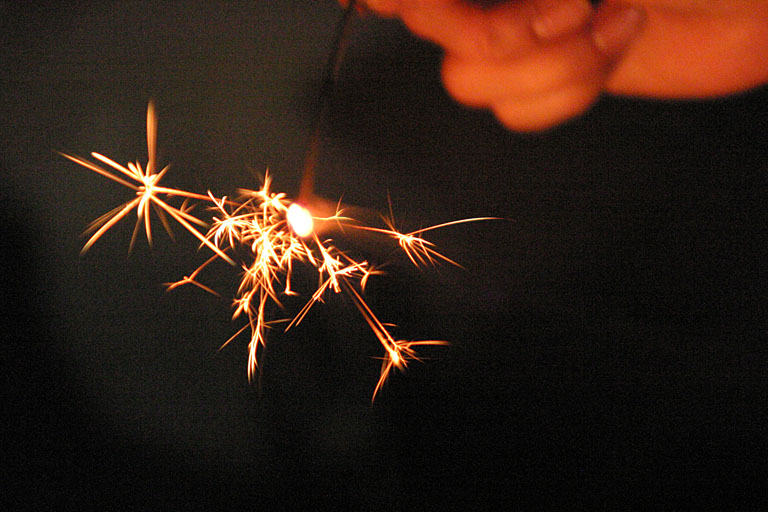
Senko Hanabi à l'état de « chrysanthème »

Les Senko Hanabi (en japonais 線香花火 senkō hanabi /seɴkoːꜜhaꜜnabi/ litt. « bâton d'encens feu d'artifice ») sont une variété représentatives des feux d'artifice jouets japonais et sont un type de feux d'artifice individuels. On les retrouve parfois appelés Hanabi Senko (花火線香) ,,,,,      Il a été développé au début de la période Edo. 
Son nom viendrait du fait que de la poudre noire pétrie avec de la gélatine était appliquée sur le bout d'une paille de riz, allumée puis placée dans un brûleur d'encens comme un bâton d' encens.

## Subote et Nagare
Il existe deux principalement deux formes de senko hanabi, le « subote » (すぼ手) et le « 長手 ». On retrouve généralement le « Subote » dans l'ouest du Japon, et le « nagate » dans l'est du Japon.
Le subote est doté d'un manche fait de ficelle bambou ou de paille, à l'extrémité duquel adhère la poudre noire. La pointe est relevée avant utilisation. Avec le nagare, en revanche, la poudre noire est enfermée dans une ficelle de papier japonais tressé. À l'inverse du subote, il faut abaisser la pointe avant utilisation. Le subote trouverait son origine à Kamigata, où la culture du riz était florissante, et où il était utilisé comme jeu par les nobles de la cour. À l'époque, on ne le tenait pas dans la main comme c'est le cas aujourd'hui, mais on le plaçait sur les cendres d'un brûleur d'encens . C'est de là qu'il tiendrait son nom de senko hanabi, senko signifiant bâton d'encens. Ces feux d'artifice ont fini par se propager à Edo, mais la paille y était une ressource rare à l'époque. C'est ainsi que le nagare vint au jour, remplaçant la paille par du papier, et qu'il est encore utilisé jusqu'à nos jours.

## Poudre à canon
La poudre à canon noire est fabriquée à partir de salpêtre, de soufre et de carbone. Dans le cas des senko hanabi, elle était à l'origine fabriquée à base de fumée de pin et de charbon de chanvre comme sources de carbone. La fumée de pin est la suie produite par la combustion des souches de pin, qui contiennent beaucoup de résine. Il est aujourd'hui difficile de s'en procurer, et la majorité des senko hanabi utilisent des substituts. La quantité de poudre à canon utilisée est de 0,06 à 0,08 g (la loi limite cette quantité à 0,5 g, mais dans la pratique, une charge supérieure à 0,1 g  produirait une puissance de feu trop intense qui ferait tomber la charge). Aucun produit chimique n'est ajouté qui pourrait favoriser la production d'étincelle.

## Histoire
Dans la première moitié de la période Edo, les spectacles de feux d'artifice se sont popularisés, et la création de feux  d'artifice jouets pour les enfants (玩具花火 ou ganguhanabi) a été envisagée, avant de vraiment prendre forme pendant l'ère Kanbun ( 1661-1673 ) . Les enfants les vendaient notamment à l'occasion du  grand spectacle de feux d'artifice de Sumidagawa.
Même après l'introduction des nouveaux feux d'artifice de style occidental au cours de l'ère Meiji, les senko hanabi sont restés populaires en tant que feux d'artifice fabriqués à la main  bon marché et sûrs.
La production au Japon est réalisée depuis longtemps par des artisans japonais, mais avec l'arrivée de produits chinois bon marché, les la production nippone a progressivement disparu.  En 1998 (an 10 de l'ère Heisei), après qu'un fabricant de Fukuoka ait pris sa retraite, il ne restait plus qu'un seul fabriquant au Japon.  À la suite de cela, Tsunehiro Yamagata, président de la compagnie de distribution de feux d'artifice Yamagata Shoten (situé à Taito-ku, Tokyo), conscient du problème, a invité les à reprendre leur production de senko hanabi, déclarant : « Nous devons pas laisser cette tradition s'éteindre. » En réponse, plusieurs entreprises ont recommencé à en produire.  La grande majorité des senko hanabi distrués au Japon étant alors fabriquée en Chine, le plan triennal visait donc à relancer la production japonaise.  Depuis lors, elle n’est plus en mesure de rivaliser avec les produits chinois bon marché et sa part du marché intérieur n’est que de quelques pour cent. Cependant, les produits japonais jouisse d'une image de produits rares et haut de gamme et ils ont pu conquérir un marché différent de celui des produits chinois, moins chers.

## La combustion
La combustion des senko hanabi se fait en plusieurs étapes, qui porte chacune un nom. Ce sont les variations de température qui provoquent ces phénomènes. Les Japonais y voit également un parallèle avec la vie humaine.
- 1. Bouton（蕾）

Après allumage, une boule de feu (boule) d'environ 5 mm de diamètre est créée. La boule de feu tremble car le carbone brûlant crée des bulles, éclate, puis elle reprend la forme d'une boule de feu. On peut l'assimiler à un bouton floral. Cependant, dans de nombreux cas, cela n'est pas considéré comme l'une des étapes de combustion .
- 2. Pivoine（牡丹）

La poudre à canon brûlante à l’intérieur de la boule de feu se transforme en liquide à mesure que la température augmente. Lorsque la boule de feu éclate, de puissantes étincelles jaillissent le long du flux créé par la tension superficielle. Cette étape est donc comparée à un pivoine en fleurs.
- 3. Aiguille de pin（松葉）

Les étincelles sont de plus en plus nombreuses et jaillissent violemment dans toutes les directions. Cela peut être comparé aux aiguilles de pin qui sont alignées de manière très serrée.
- 4. Saule（柳）

L'intensité des étincelles s'amenuit et celles-ci deviennent fine et légèrement tombante. Ainsi cette étape est associée au saule, plus particulièrement le saule pleureur, qui possède des feuilles longues, fines et tombantes.
- 5. Chrysanthème（散り菊）

Juste avant de disparaître. Les étincelles deviennent progressivement de moins en moins fragmentées et la boule de feu finit par s'éteindre. Elles sont comparées à la fleur de chrysanthème qui fleurit grâcieusement jusqu'à la fin, mais laisse ensuite tomber ses pétales un à un.
La boule de feu est composée de soufre fondu et de diverses impuretés qui lui donnent une forme sphérique en raison de la tension superficielle. La balle est très fragile, et si jamais elle tombe, c'est la fin, il est donc conseillé de la bouger le moins possible. En plus de simplement observer les étincelles, il est aussi courant de jouer, comme par exemple en voyant qui arrive à garder le sien allumé le plus longtemps possible, ou qui arrive à garder la boule en place jusqu'à la dernière étincelle.

## Sens figuratif
En japonais, le senko hanabi est utilisé en analogie pour désigner : « quelque chose qui est vigoureux et spectaculaire au début mais qui s'estompe rapidement.»,,
,,,,,,